# Liga Élite de hockey línea 2023-24
La temporada 2023-24 de la Liga Élite de hockey línea la disputan diez equipos. El torneo lo organiza la Real Federación Española de Patinaje (RFEP).

## Equipos
| Club                                         | Ciudad                     |
| -------------------------------------------- | -------------------------- |
| Club Molina Sport                            | Las Palmas de Gran Canaria |
| Caja Rural Club Patinaje en Línea Valladolid | Valladolid                 |
| Tres Cantos Patín Club                       | Madrid                     |
| Hockey Club Castellón                        | Castellón de la Plana      |
| Hockey Club Rubí Cent Patins                 | Rubí                       |
| Espanya Hockey Club de Palma                 | Palma de Mallorca          |
| Arona Tenerife Guanches                      | Arona                      |
| Joker Floors Las Rozas                       | Las Rozas de Madrid        |
| Hockey Club Playas de Oropesa                | Oropesa del Mar            |
| Club Barcelona Tsunamis                      | Barcelona                  |

## Fase regular
|                                                                   | Equipo                       | Puntos | J  | G  | E | P  | GF  | GC  | DG  | PEN |
| ----------------------------------------------------------------- | ---------------------------- | ------ | -- | -- | - | -- | --- | --- | --- | --- |
| 1                                                                 | Caja Rural CPL Valladolid    | 50     | 18 | 16 | 1 | 1  | 113 | 31  | 82  | 1   |
| 2                                                                 | Club Molina Sport            | 48     | 18 | 15 | 2 | 1  | 158 | 55  | 103 | 1   |
| 3                                                                 | HC Rubí Cent Patins          | 35     | 18 | 10 | 3 | 5  | 75  | 61  | 14  | 2   |
| 4                                                                 | HC Castellón                 | 30     | 18 | 8  | 4 | 6  | 72  | 67  | 5   | 2   |
| 5                                                                 | Arona Tenerife Guanches      | 26     | 18 | 8  | 1 | 9  | 75  | 79  | -4  | 1   |
| 6                                                                 | Tres Cantos PC               | 24     | 18 | 7  | 2 | 9  | 61  | 91  | -30 | 1   |
| 7                                                                 | Espanya Hockey Club de Palma | 20     | 18 | 5  | 5 | 8  | 77  | 89  | -12 | 0   |
| 8                                                                 | Joker Floors Las Rozas       | 15     | 18 | 3  | 3 | 12 | 44  | 85  | -41 | 3   |
| 9                                                                 | HC Playas de Oropesa         | 15     | 18 | 4  | 2 | 12 | 54  | 101 | -47 | 1   |
| 10                                                                | Club Barcelona Tsunamis      | 7      | 18 | 1  | 3 | 14 | 49  | 119 | -70 | 1   |
| Fuente: Federación Española de Patinaje; actualización automática |                              |        |    |    |   |    |     |     |     |     |

## Playoff
|  | Semifinales | Semifinales | Semifinales | Semifinales | Semifinales |  |  | Final | Final | Final | Final |  |
|  |             |             |             |             |             |  |  |       |       |       |       |  |
|  |             |             |             |             |             |  |  |       |       |       |       |  |
|  | 1.º         |             |             |             |             |  |  |       |       |       |       |  |
|  |             |             |             |             |             |  |  |       |       |       |       |  |
|  | 4.º         |             |             |             |             |  |  |       |       |       |       |  |
|  |             |             |             |             |             |  |  |       |       |       |       |  |
|  |             |             |             |             |             |  |  |       |       |       |       |  |
|  |             |             |             |             |             |  |  |       |       |       |       |  |
|  | 2.º         |             |             |             |             |  |  |       |       |       |       |  |
|  |             |             |             |             |             |  |  |       |       |       |       |  |
|  | 3.º         |             |             |             |             |  |  |       |       |       |       |  |
|  |             |             |             |             |             |  |  |       |       |       |       |  |
|  |             |             |             |             |             |  |  |       |       |       |       |  |

### Playoutpor la permanencia
|  | Playout |  |  |  |  |  |
|  |         |  |  |  |  |  |
|  |         |  |  |  |  |  |
|  |         |  |  |  |  |  |
|  |         |  |  |  |  |  |
|  |         |  |  |  |  |  |